# توماش یون
توماش یون (چکی: Tomáš Jun؛ زادهٔ ۱۷ ژانویهٔ ۱۹۸۳) بازیکن فوتبال اهل جمهوری چک است.
از باشگاه‌هایی که در آن بازی کرده‌است می‌توان به باشگاه فوتبال بشیکتاش، باشگاه فوتبال ترابزون‌اسپور، باشگاه فوتبال باومیت یابلونتس، باشگاه فوتبال اسپارتا پراگ، باشگاه فوتبال رایندورف آلتاخ، باشگاه فوتبال آستریا وین، و باشگاه فوتبال تپلیس اشاره کرد.
وی همچنین در تیم‌های ملی فوتبال زیر ۲۱ سال جمهوری چک، و جمهوری چک بازی کرده‌است.